# Winkelsett
Winkelsett là một đô thị thuộc huyện Oldenburg bang Niedersachsen, Đức. Đô thị này có diện tích 39,18 km².